# Estación de ferrocarril de Dalian Norte
La estación de Dalianbei (Dalian Norte) (en chino tradicional, 大連北站; en chino simplificado, 大連北站; pinyin, Dàlián běi zhàn) es una estación de ferrocarril de la sección Harbin–Dalian del ferrocarril de alta velocidad Beijing – Harbin. Se encuentra en Dalian, en la provincia china de Liaoning. La construcción de la estación comenzó el 1 de abril de 2010 y la estación se abrió al tráfico ferroviario regular a finales de 2012. El 1 de diciembre de 2012, la estación comenzó a recibir tráfico ferroviario de alta velocidad como parte de la recién inaugurada línea de alta velocidad Harbin–Dalian.
La estación costó 1,54 mil millones de yuanes para su construcción. El edificio principal contiene 68 500 metros cuadrados de espacio. Hay un cobertizo meteorológico de 74 000 metros cuadrados. Diez plataformas de unos 63 000 metros cuadrados sirven a veinte líneas ferroviarias y pueden acomodar a un máximo de 7500 pasajeros. Los pasajeros son transportados alrededor de la estación usando 56 escaleras mecánicas, 26 ascensores y dos aproximaciones de puente.